# 普里維特內 (扎波羅熱州)
48°0′0″N 35°6′36″E / 48.00000°N 35.11000°E
普里維特內（烏克蘭語：Привітне）是位於烏克蘭東南部的村莊，由扎波羅熱州扎波羅熱区的希羅凱市鎮負責管轄。該村始建於1928年，面積7.6平方公里，海拔高度59米，2001年人口190，人口密度每平方公里24.9人。